# Камблен Шатлен
Камблен Шатлен (фр. Camblain-Châtelain) насеље је и општина у североисточној Француској у региону Север-Па д Кале, у департману Па де Кале која припада префектури Béthune.
По подацима из 2011. године у општини је живело 1726 становника, а густина насељености је износила 171,91 становника/km². Општина се простире на површини од 10,04 km². Налази се на средњој надморској висини од 85 метара (максималној 177 m, а минималној 51 m).

## Демографија
| 1962. | 1968. | 1975. | 1982. | 1990. | 1999. | 2011. |
| ----- | ----- | ----- | ----- | ----- | ----- | ----- |
| 1.904 | 1.956 | 1.880 | 1.710 | 1.629 | 1.581 | 1.726 |

График промене броја становника у току последњих година